# Shirakawa (imperador)
Imperador Shirakawa (白河天皇, Shirakawa-tennō, 7 de julho de 1053 — 24 de julho de 1129) foi o 72º imperador do Japão, na lista tradicional de sucessão.

## Vida
Antes da sua ascensão ao Trono do Crisântemo,  seu nome pessoal era Sadahito. Sadahito era o filho mais velho do imperador Go-Sanjo e sua mãe foi Fujiwara no Shigeko.
Nos primeiros anos, sua relação paternal foi muito fria, mas em 1068, quando seu pai Go-Sanjo assumiu o trono, foi proclamado Príncipe Imperial Sadahito. E no ano seguinte, se converteu em Príncipe Herdeiro aos 19 anos de idade.
Reinou de 1073 a 1086. Em 18 de janeiro de 1073 Go-Sanjo abdicou ao trono e Sadahito foi nomeado Imperador Shirakawa. Fujiwara no Norimichi serviu como kanpaku em seus primeiros anos, mas quando seu pai morreu pouco depois, procurou governar diretamente e seu primeiro sucesso foi regular o sistema shoen (dos feudos), com o objetivo de debilitar o sekkan (as cinco casas regentes dos Fujiwara).
Go-Sanjō, antes de morrer estabeleceu que o meio-irmão de Shirakawa, o Príncipe Makoto fosse o seu sucessor. Depois da coroação de Shirakawa, Makoto se tornou seu Príncipe Herdeiro. Shirakawa não se sentia tranquilo com esta posição, mas em 1085, Makoto morreu acometido por uma doença, e o filho de Shirakawa, Taruhito se tornou o próximo Príncipe Herdeiro.
Após a morte do Imperador Horikawa, o neto de Shirakawa ascendeu ao Trono do Crisântemo como Imperador Toba. Shirakawa ainda estava vivo quando Toba abdicou e o filho deste, se tornou o Imperador Sutoku. Na época de sua morte, em 1129, havia comandado o país como Imperador aposentado por 41 anos, através dos reinados de três imperadores que eram efetivamente pouco mais do que figurantes.

## Daijō-kan
- Kanpaku: Fujiwara no Norimichi (1073 – 1075)[5]
- Kanpaku: Fujiwara no Morozane (1075 – 1086)[5]
- Sadaijin: Fujiwara no Morozane  (1073 - 1083)[5]
- Sadaijin: Minamoto no Toshifusa (1083 - 1086)
- Udaijin: Minamoto no Morofusa (1073 - 1077)
- Udaijin: Fujiwara no Toshiie (1080 - 1082)[6]
- Udaijin:  Minamoto no Toshifusa  (1082)
- Udaijin: Minamoto no Akifusa (1083 - 1086)
- Naidaijin: Fujiwara no Nobunaga (1073 - 1080)
- Naidaijin: Fujiwara no Yoshinaga (1080 - 1082)
- Naidaijin: Fujiwara no Moromichi (1083 – 1084)[5]
- Dainagon: Minamoto no Takakune[2]